# Sagñay
Sagñay ist eine philippinische Stadtgemeinde in der Provinz Camarines Sur. Sie hat 34.546 Einwohner (Zensus 1. August 2015). Die Gemeinde liegt an der Küste des Golf von Lagonoy. 

## Baranggays
Sagñay ist politisch in 19 Baranggays unterteilt.
| - Aniog - Atulayan - Bongalon - Buracan - Catalotoan - Del Carmen (Pob.) - Kilantaao - Kilomaon - Mabca - Minadongjol | - Nato - Patitinan - San Antonio (Pob.) - San Isidro (Pob.) - San Roque (Pob.) - Santo Niño - Sibaguan - Tinorongan - Turague |